# Russisch Open 2005
Het Russisch Open is een golftoernooi dat in 1993 werd opgericht.
In 1996 werd het toernooi onderdeel van de Europese Challenge Tour en in 2004 en 2005 telde het ook mee voor de Europese PGA Tour. Vanaf 2006 hoort het toernooi alleen nog bij de Europese Tour.
Na de eerste ronde stond Tom Whitehouse aan de leiding met een score van 66 (-6). Dat bleef het toernooirecord, maar het werd in ronde 2 geëvenaard door Steven Jeppesen en Mark Mouland, in ronde 3 door Jamie Spence en Sébastien Delagrange en in de laatste ronde door Michele Reale en Andrew Butterfield, die daardoor in de play-off terechtkwam. Deze verloor hij op de vierde extra hole aan een birdie van Mikael Lundberg.

## Top-10
| Nr. |                      |                 |
| --- | -------------------- | --------------- |
| 1   | Mikael Lundberg      | 67-68-69-69=273 |
| 2   | Andrew Butterfield   | 70-68-69-66=273 |
| T3  | David Drysdale       | 67-72-70-67=276 |
| T3  | Jarrad Moseley       | 70-70-68-68=276 |
| 5   | Fredrik Widmark      | 67-67-71-72=277 |
| T6  | Benn Barham          | 73-69-68-68=278 |
| T6  | Sébastien Delagrange | 72-67-66-73=278 |
| T6  | Michele Reale        | 71-70-71-66=278 |
| T6  | Jesus Maria Arruti   | 67-70-70-71=278 |
| T6  | Shaun P Webster      | 68-68-73-69=278 |

Michael Kraaij eindigde met +4 op de 68ste plaats. Nicolas Vanhootegem miste de cut.